# Lonnie Smith

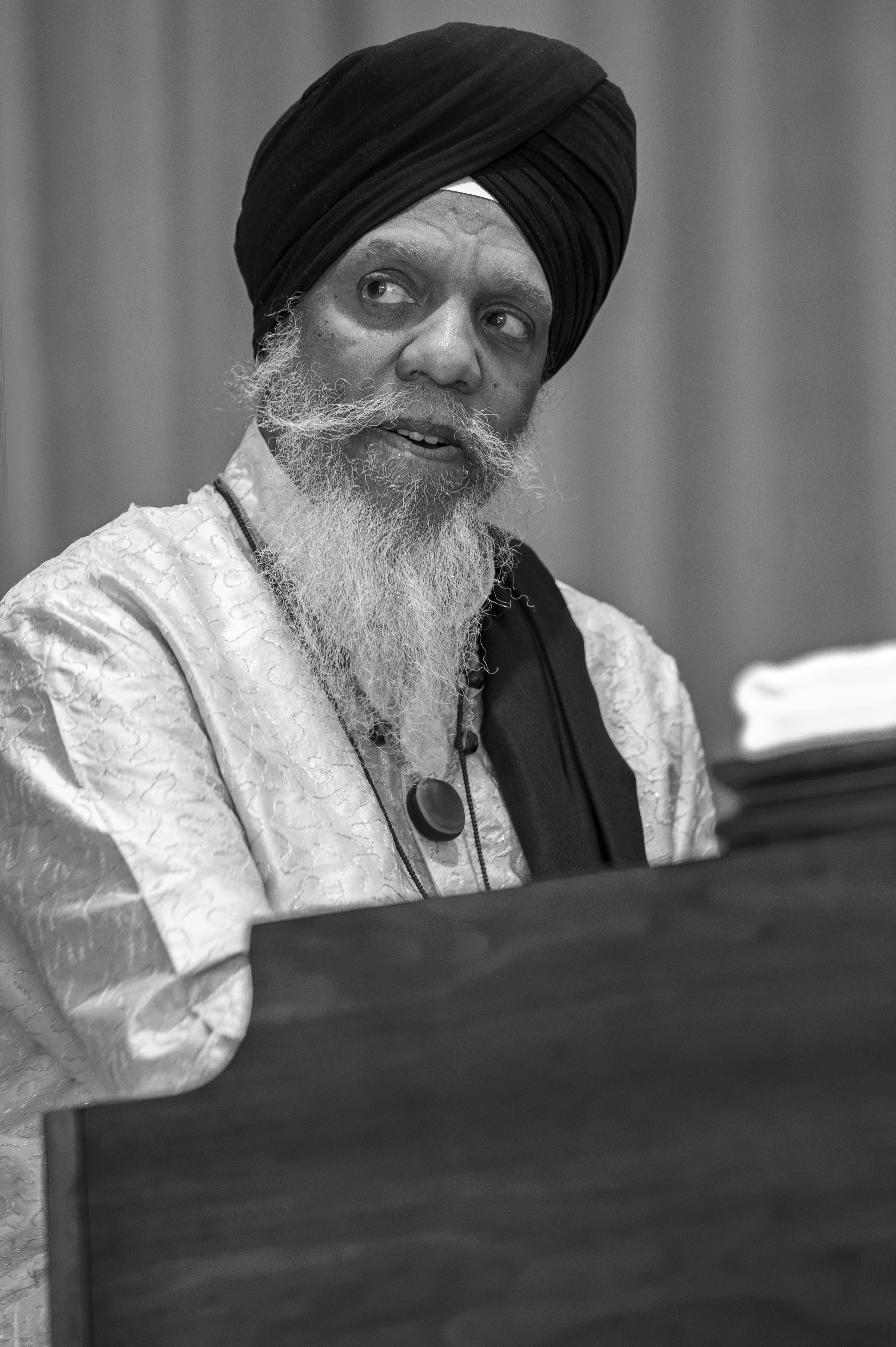
Dr. Lonnie Smith en Albright - Knox Art Gallery, Buffalo, NY

Lonnie Smith (3 de julio de 1942-28 de septiembre de 2021), llamado Dr. Lonnie Smith, fue un organista de jazz estadounidense Hammond B3 que fue miembro del cuarteto de George Benson en la década de 1960. Grabó álbumes con el saxofonista Lou Donaldson para Blue Note antes de firmar como solista. Era propietario del sello Pilgrimage y fue nombrado nueve veces mejor organista del año por la Jazz Journalists Association.

## Primeros años de vida
Nació en Lackawanna, Nueva York, el 3 de julio de 1942.  Fue criado por su madre y su padrastro,  y la familia tenía un grupo vocal y un programa de radio. Dijo que su madre fue una gran influencia para él musicalmente, ya que le presentó la música gospel, clásica y jazz. 

## Carrera
Formó parte de varios conjuntos vocales en la década de 1950, incluidos los Teen Kings, que incluían a Grover Washington Jr., al saxo y su hermano Daryl a la batería.  Art Kubera, propietario de una tienda de música local, le regaló a Smith su primer órgano, un Hammond B3. 

### George Benson Quartet
La afinidad de Smith por el R&B se mezcló con su estilo personal a medida que se volvió activo en la escena musical local. Se mudó a la ciudad de Nueva York en 1965,  donde conoció a George Benson, el guitarrista de la banda de Jack McDuff . Benson y Smith conectaron a nivel personal, y los dos formaron el George Benson Quartet, con Lonnie Smith, en 1966.  

### Carrera en solitario;Chuparse los dedos bueno
Después de dos álbumes bajo el liderazgo de Benson, It's Uptown y Cookbook, Smith grabó su primer álbum en solitario ( Finger Lickin' Good Soul Organ ) en 1967,  con George Benson y Melvin Sparks a la guitarra, Ronnie Cuber al saxo barítono y Marion Booker. en tambores. Esta combinación se mantuvo estable durante los siguientes cinco años. 
Después de grabar varios álbumes con Benson, Smith se convirtió en solista y posteriormente grabó más de 30 álbumes bajo su propio nombre. Numerosos destacados artistas de jazz se unieron a Smith en sus álbumes y en sus presentaciones en vivo, incluidos Lee Morgan, David "Fathead" Newman, King Curtis, Terry Bradds, Blue Mitchell, Joey DeFrancesco y Joe Lovano. 

### Blue Note Records
En 1967, conoció a Lou Donaldson, quien lo puso en contacto con Blue Note Records. Donaldson pidió al cuarteto que grabara un álbum para Blue Note, Alligator Bogaloo, que se grabó en abril de 1967.  Blue Note contrató a Smith en 1968 y lanzó cinco álbumes con el sello,  incluido Think! (con Lee Morgan, David Newman, Melvin Sparks y Marion Booker)  y Turning Point (con Lee Morgan, Bennie Maupin, Melvin Sparks e Idris Muhammad). 
El siguiente álbum, Move Your Hand, fue grabado en el Club Harlem de Atlantic City, Nueva Jersey, en agosto de 1969.  La recepción del álbum permitió que su reputación creciera más allá del noreste. Grabó otro álbum de estudio, Drives, y otro álbum en vivo (inédito en ese momento),  Live at Club Mozambique (grabado en Detroit el 21 de mayo de 1970),  antes de abandonar Blue Note. 
En 1971 grabó un álbum para el sello CTI de Creed Taylor,  que ya había contratado a George Benson. Después de un descanso de la grabación, pasó la mayor parte de mediados de la década de 1970 con el productor Sonny Lester y su sello Groove Merchant,   luego con los sellos LRC de Lester. El resultado fue cuatro álbumes, con una producción musical oscilando entre el jazz, el soul, el funk, la fusión e incluso alguna que otra pista de estilo disco. 
Luego se reincorporó al sello Blue Note en marzo de 2015. Lanzó su primer álbum de Blue Note en 45 años, titulado Evolution, que se lanzó el 29 de enero de 2016, con invitados especiales: Robert Glasper y Joe Lovano.  Su segundo álbum de Blue Note, All in My Mind, se grabó en vivo en "The Jazz Standard" en Nueva York (celebrando su 75 cumpleaños con sus socios musicales de toda la vida: el guitarrista Jonathan Kreisberg y el baterista Johnathan Blake) y se lanzó el 12 de enero de 2018  Su tercer álbum de Blue Note, Breathe, también se grabó en vivo y se lanzó el 26 de marzo de 2021. Presenta a Iggy Pop en dos pistas vocales de estudio, "Why Can't We Live Together" y "Sunshine Superman".

## Giras y actuaciones

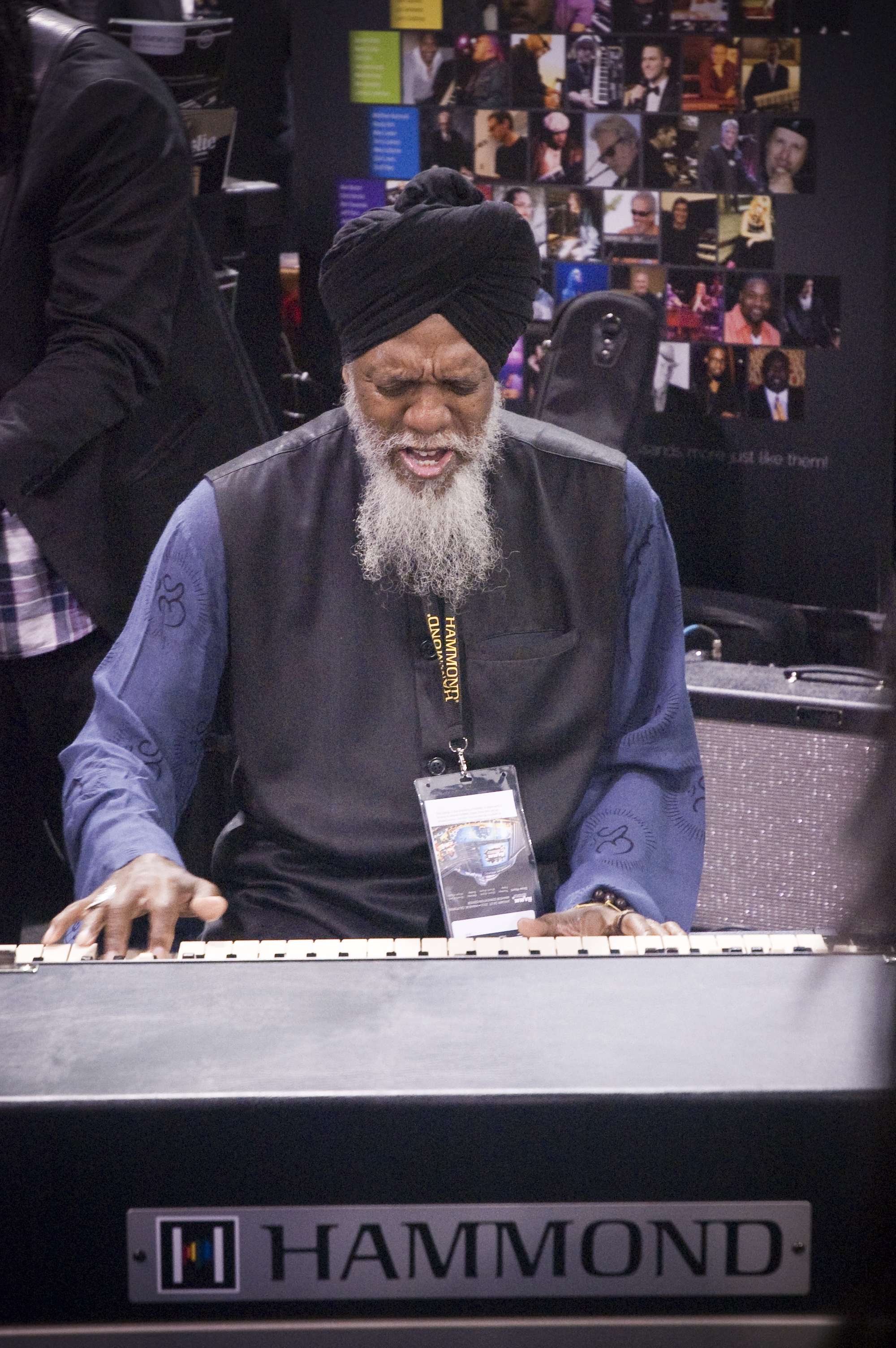
Dr. Lonnie Smith actuando en 2013

Realizó numerosas giras por el noreste de Estados Unidos durante la década de 1970. Durante este período se concentró en gran medida en locales de barrio más pequeños. Sus acompañantes incluyeron a Donald Hahn a la trompeta, Ronnie Cuber,  Dave Hubbard,  Bill Easley y George Adams a los saxos,   George Benson,  Perry Hughes,  Marc Silver,  Billy Rogers y Larry McGee en guitarras,   y Joe Dukes,  Sylvester Goshay,  Phillip Terrell,  Marion Booker,  Jimmy Lovelace,  Charles Crosby,   Art Gore,  Norman Connors,  y Bobby Durham a la batería. 
Actuó en varios festivales de jazz destacados con artistas como Grover Washington Jr., Ron Carter, Dizzy Gillespie, Lou Donaldson, Ron Holloway y Santana. También tocó con músicos ajenos al jazz, como Dionne Warwick, Gladys Knight,  y Etta James. 

## Vida personal
Tuvo cinco hijos: Lani, Chandra, Charisse, Lonnie y Vonnie. 
Murió de fibrosis pulmonar el 28 de septiembre de 2021 en Fort Lauderdale, Florida, a la edad de 79 años.  

## Imagen pública
A partir de la década de 1970, añadió el "Dr." título a su nombre.  El origen del apodo no está claro y no era un título académico. Una teoría es que sus compañeros músicos llamaban a Smith así debido a su capacidad para "modificar" su música.  Otra es que adoptó el título en un intento de diferenciarse de otros músicos.  El propio Smith dio la siguiente explicación:
Pero soy doctor en música. He estado jugando el tiempo suficiente para operarlo, tengo un título y te operaré a ti. Soy neurocirujano. Si necesitas que te hagan algo, puedo hacerlo. Pero cuando subo a ese estrado, lo único en lo que pienso es en música. Estoy pensando en tocarte con esa música. No pienso en el turbante, no pienso en el médico, sólo pienso en cómo voy a tocarte. 
Era conocido por llevar turbante.   Dijo que el turbante no tenía ningún significado religioso y era algo que había usado desde que era joven.   Matt Collar de AllMusic sugirió que el turbante era un gesto teatral para sus puntos de vista espirituales sobre la música,  pero el propio Smith dijo que no sabía por qué comenzó a usar un turbante e hizo referencia al icónico sombrero del mohawk de Sun Ra y Sonny Rollins.  

## Premios y honores
- Tecladista de órgano del año, Jazz Journalists Association, 2003–2005, 2008–2011, 2013, 2014 [1]
- Maestro de jazz de NEA, 2017. [2] [8]

## Discografía

### Como líder
- Finger Lickin' Good Soul Organ (Columbia, 1967)[18]
- Think! (Blue Note, 1968)[18]
- Turning Point (Blue Note, 1969)[18]
- Move Your Hand (Blue Note, 1969)[18]
- Drives (Blue Note, 1970)[18]
- Mama Wailer (Kudu, 1971)[18]
- Afro–desia (Groove Merchant, 1975)[18]
- Keep on Lovin' (Groove Merchant, 1976)[18]
- Funk Reaction (LRC, 1977)[18]
- Gotcha (LRC, 1978)[18]
- Lonnie Smith (America, 1979)[18]
- When the Night Is Right! (Chiaroscuro, 1980)[18]
- Lenox and Seventh (Black &amp; Blue, 1985) – con Alvin Queen[41]
- Afro Blue: Tribute To John Coltrane (Venus; MusicMasters/BMG, 1993)[18]
- Foxy Lady: Tribute to Jimi Hendrix (Venus; MusicMasters/BMG, 1994)[18]
- Purple Haze: Tribute to Jimi Hendrix (Venus; MusicMasters/BMG, 1994)[18]
- Live at Club Mozambique (Blue Note, 1995) – grabado en 1970[18]
- The Turbanator (32 Jazz, 2000) – grabado en 1991 con Jimmy Ponder[18]
- Boogaloo to Beck: A Tribute (Scufflin', 2003)[18]
- Too Damn Hot! (Palmetto, 2004)[18]
- Jungle Soul (Palmetto, 2006)[18]
- Rise Up! (Palmetto, 2008)[18]
- The Art of Organizing (Criss Cross, 2009) – grabado en 1993[18]
- Spiral (Palmetto, 2010)[18]
- The Healer [live] (Pilgrimage, 2012)[18]
- In the Beginning (Pilgrimage, 2013) [2CD][18]
- Evolution (Blue Note, 2016)[18]
- All in My Mind (Blue Note, 2018)[18]
- Breathe (Blue Note, 2021)[18]

### Como acompañante
| Con Eric Allison - Mean Streets Beat (Contemporary, 1996) - After Hours (Contemporary, 1997) Con George Benson - It's Uptown (Columbia, 1966) - The George Benson Cookbook (Columbia, 1967) Con Lou Donaldson - Alligator Bogaloo (Blue Note, 1967) - Mr. Shing-A-Ling (Blue Note, 1967) - Midnight Creeper (Blue Note, 1968) - Everything I Play Is Funky (Blue Note, 1970) - Play the Right Thing (Milestone, 1990) - Caracas (album)\|Caracas (Milestone, 1993) - Sentimental Journey (Lou Donaldson album)\|Sentimental Journey (Columbia, 1995) - Relaxing at Sea: Live on the QE2 (Chiaroscuro, 1999) Con Richie Hart - Remembering Wes (Compose, 1989) - Greasy Street (Zoho, 2005) Con Red Holloway - Red Soul (Prestige, 1966) - Coast to Coast (Milestone, 2003) | Con Javon Jackson - A Look Within (Blue Note, 1996) - Easy Does It (Palmetto, 2002) - Have You Heard (Palmetto, 2004) - Now (Palmetto, 2006) Con Jimmy McGriff - State of the Art (Milestone, 1985) - McGriff's House Party (Milestone, 1999) Con Jimmy Ponder - So Many Stars (Milestone, 1985) - Come On Down (Muse, 1991) - To Reach a Dream (Muse, 1991) Con others - Johnny Adams, One Foot in the Blues (Rounder, 1996) - Bobby Broom, Modern Man (Delmark, 2001) - Karl Denson's Tiny Universe, The Bridge (Relaxed, 2002) - Rodney Jones, Soul Manifesto (Blue Note, 2001) - Kresten Osgood, Hammond Rens (ILK Music [denmark], 2003) - Akira Tana, Secret Agent Men (Sons of Sound, 1992) - Chester 'CT' Thompson, Mixology (Doodlin', 2012) - Mark Whitfield, Mark Whitfield And The Groove Masters (Vega [jp], 2006) - Ximo Tebar, The Jazz Guitar Trio, Vol 2 "So What" (WEA 1997) - Ximo Tebar, The Jazz Guitar Trio, Vol 3 "Goes Blue" (Omix Records 2001) |